# Chiesa di Nostra Signora della Neve
(Beato Michele Rua agli spezzini in occasione dell'inaugurazione della chiesa)

La chiesa di Nostra Signora della Neve è una chiesa cattolica che sorge in viale Garibaldi, nel centro cittadino della Spezia.

## Storia

### L'immagine sacra di Nostra Signora della Neve
In un'abitazione fuori dalle mura di cinta, a poca distanza da Porta Biassa, vi era una casa al cui interno era custodita un dipinto su legno, rappresentante la Beatissima Vergine. 
Un giorno il torrente Lagora straripò a causa delle copiose piogge invadendo d'acqua anche la casa che custodiva la preziosa effigie. In mezzo a tanta distruzione solo una cosa si salvò: proprio la sacra immagine della Nostra Signora della Neve.
La popolazione gridò al miracolo e decise di costruire un'ampia cappella sulla cui facciata era impresso: Questo Santuario è sorto per devozione del popolo della Spezia (settembre 1595).
La nuova casa del dipinto rimase tale fino al 4 agosto 1864, quando la cappella venne abbandonata e demolita per far spazio al costruendo Arsenale Militare.
In un primo momento, la sacra immagine era stata trasportata nel Duomo spezzino, la chiesa di Santa Maria Assunta, dove rimase fino al 1881; in quell'anno venne dedicato un Oratorio annesso al Convento dei Padri Salesiani dove fu traslata il 26 luglio, con grande solennità.

### La costruzione della chiesa

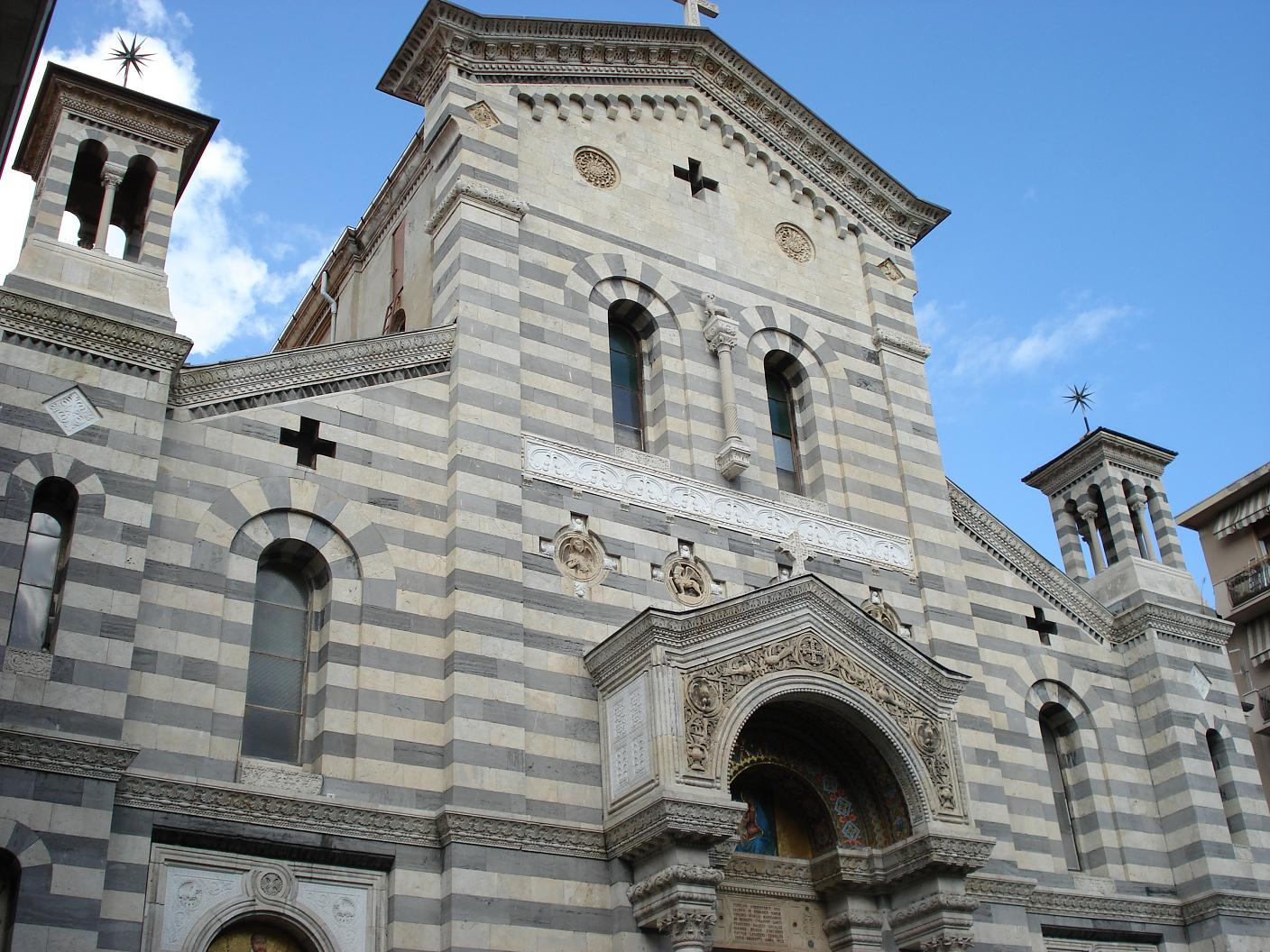
La facciata

Ma la congregazione salesiana si era proposta già da quel momento di erigere un tempio più grande e solenne, la cui prima pietra venne posta nel 1897 sembra dallo stesso Giovanni Bosco . 
Per espressa volontà del Beato Michele Rua la chiesa venne dedicata alla devozione di N.S. della Neve.
Progettista del tempio fu l'architetto Giuseppe Ferrari d'Orsara, il quale a proposito dell'ordine architettonico e dello stile sacro dell'edificio, scrisse significativamente nella sua relazione:

 In omaggio a tale presupposto, l'architetto costruì la chiesa seguendo i criteri di un complesso eclettismo, vagando - come sottolinea Ubaldo Mazzini con un'arguzia tutta spezzina - tra l'architettura delle prime basiliche cristiane a quelle del XII secolo; scegliendo le decorazioni dai più insigni monumenti di Costantinopoli e da San Vitale in Ravenna.
Non mancano, sempre secondo Mazzini, riferimenti alla Basilica di Santa Prassede in Roma risalente al IX secolo, mentre la disposizione delle colonne di Santa Maria in Cosmedin (in Roma), dell'VIII secolo d.C..
Ubaldo Mazzini rileva inoltre che felicissimo fu l'architetto nella scelta dei materiali che prese quasi tutti dalle cave dei nostri monti magnifici per il colorito e naturale composizione: il calcare giallognolo del Romito e il bruno-turchino di Biassa che armonizzano insieme ottimamente, disposti come sono a strati nel fianco della facciata. (cfr. Ubaldo Mazzini, La chiesa di Nostra Signora della Neve)
La costruzione durò tre anni, la chiesa venne consacrata il 27 aprile 1901 e venne eretta a parrocchia il 27 febbraio 1910.

## L'architettura

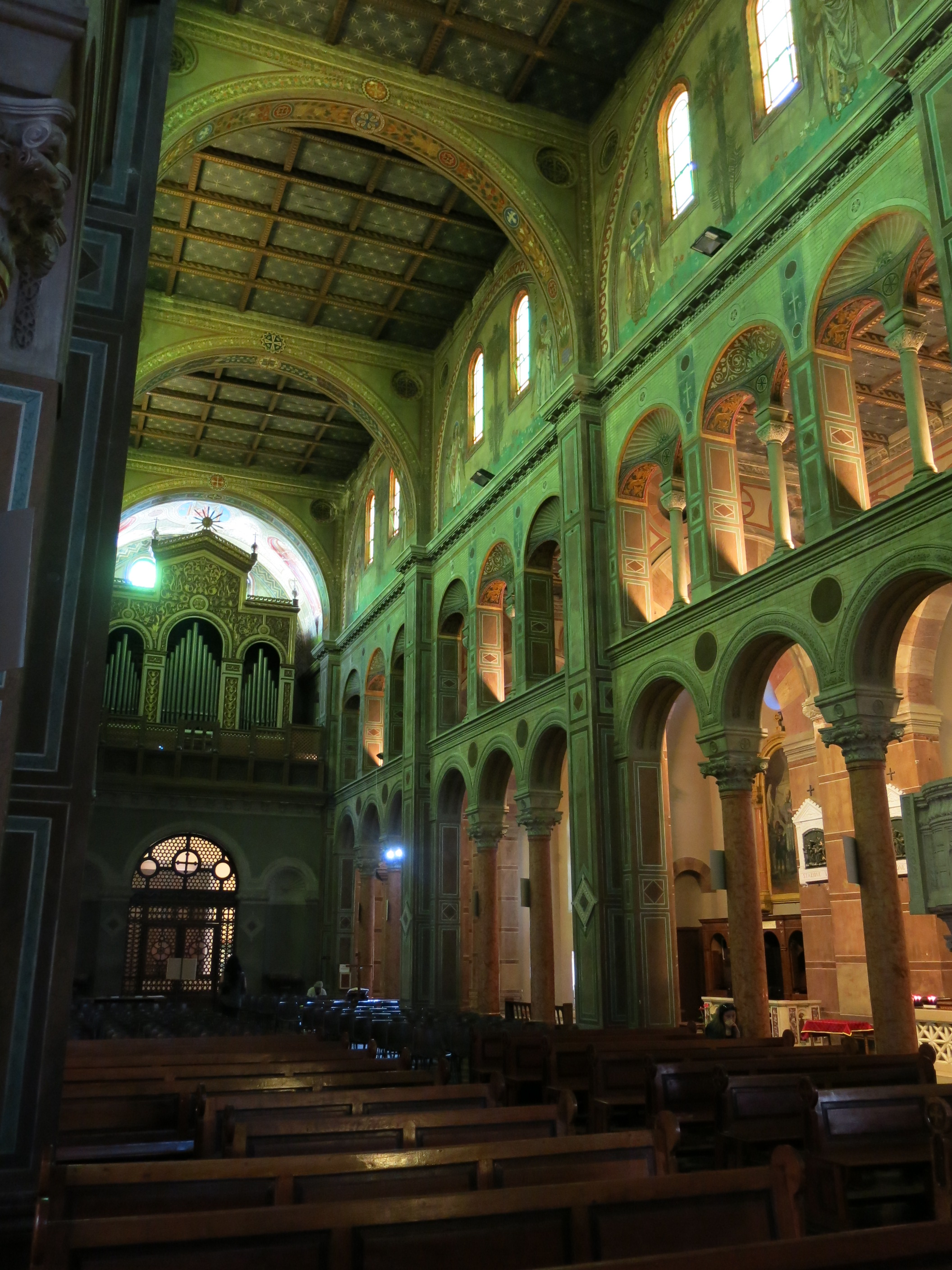
L'interno, con la controfacciata

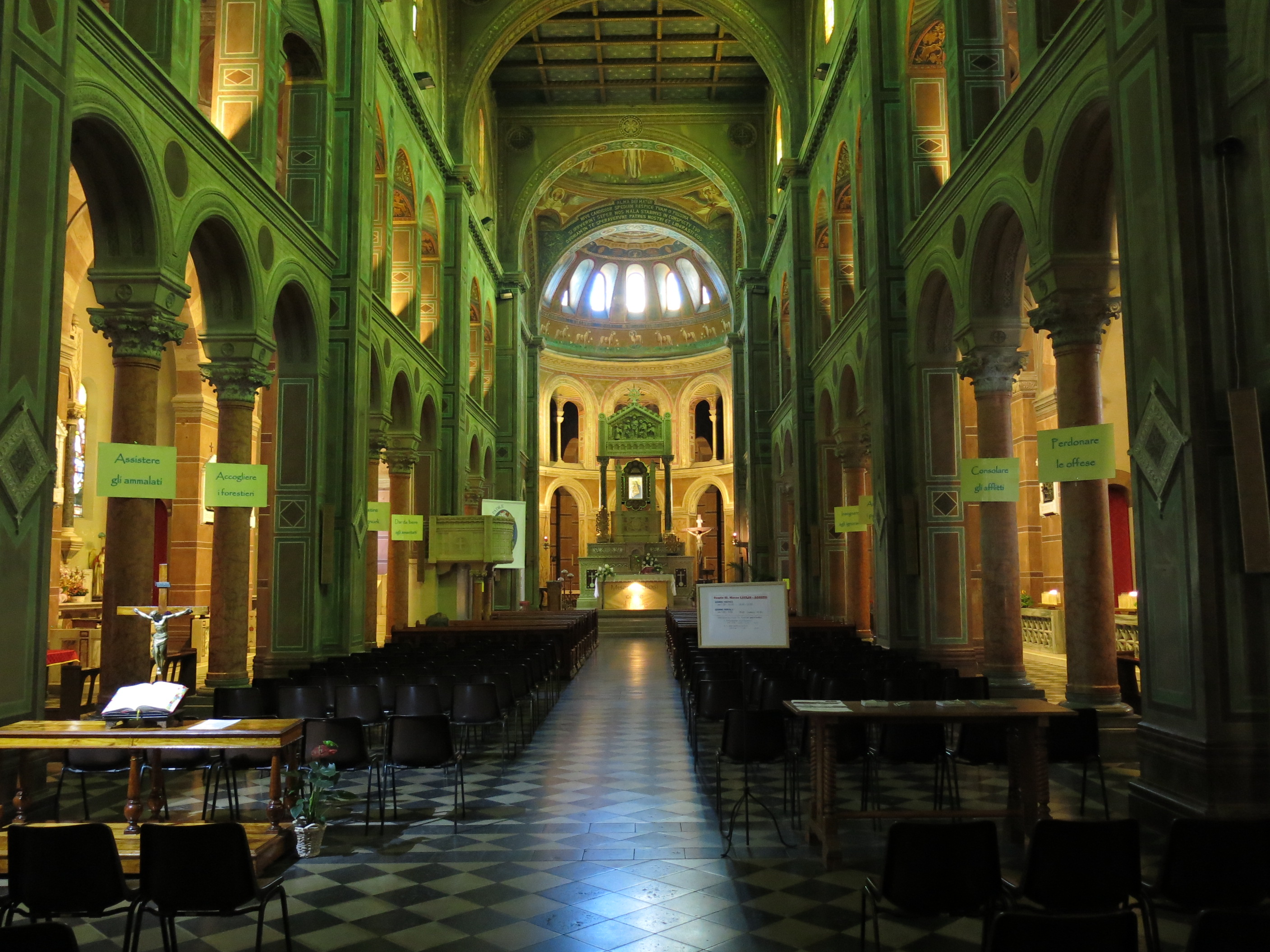
L'interno, con il presbiterio

Al culmine dell'imponente scalinata di accesso la facciata in forme neo-romaniche della chiesa, decorata a fasce bianche e grigie, si presenta nella sua forma a salienti con tre portali. 

Il portale centrale, in legno intagliato, è racchiuso da un protiro riccamente decorato ed arricchito, nella lunetta, da un mosaico che riproduce il dipinto della Nostra Signora della Neve conservato nella chiesa. 
Le lunette che sormontano i due portali laterali recano i mosaici dedicati a S.Francesco di Sales e a S.Giovanni Bosco. 

Una coppia di falsi campanili laterali ne completa l'assieme mentre il campanile vero e proprio si eleva al fondo della fiancata destra, lungo la via Napoli.
Il suggestivo interno, con arcate e soffitto a cassettoni decorati da stelle su fondo blu, è a tre navate divise da pilastri in muratura, intervallati ad ogni campata da coppie di colonne di marmo rosso di Verona con capitelli corinzi e pulvini di ispirazione bizantina. 

Le pareti della navata centrale nella zona superiore, rivestite di pitture bizantineggianti, comunicano con le navate laterali mediante falsi matronei con archi sostenuti da eleganti colonnette a capitello e pulvino di bella fattura.

Le due navate laterali confluiscono in un ambulacro che circonda l'altare maggiore.
Il peribolo soprelevato accoglie l'altare maggiore sovrastato dall'arco trionfale che reca la dedica alla Vergine con l'invocazione:

Alma Dei Mater nive candidior Spediam respice tuam. O piissima si irruerunt super nos mala stabimus in cospectu tuo quoniam in te speraverunt patres nostri et liberasti eos

 Alma Madre di Dio, bianca più della neve, guarda la tua Spezia. O piissima se su di noi i mali incomberanno, noi staremo al tuo cospetto, perché i nostri antenati hanno sperato in Te e Tu li hai liberati
La cupola reca Cristo in trono circondato dagli Apostoli. Nei quattro pennacchi sono i simboli degli Evangelisti.

Il catino dell'abside è caratterizzato da una serie di alte finestre che porta luce naturale all'altare maggiore.
Il pulpito, in pietra chiara, è sorretto da colonne di marmo rosso di Verona. La macchina dell'organo è collocata in controfacciata, sopra il portale d'ingresso.

## Il patrimonio artistico
- La statua di San Giovanni Bosco, marmo di Angiolo Del Santo
- Il dipinto del Sacro Cuore è opera del pittore David Beghè
- I quadri di Maria Ausiliatrice e di San Giuseppe sono opera di Felice Del Santo
- Il complesso del pulpito è opera di Angiolo Del Santo

### L'immagine della Madonna

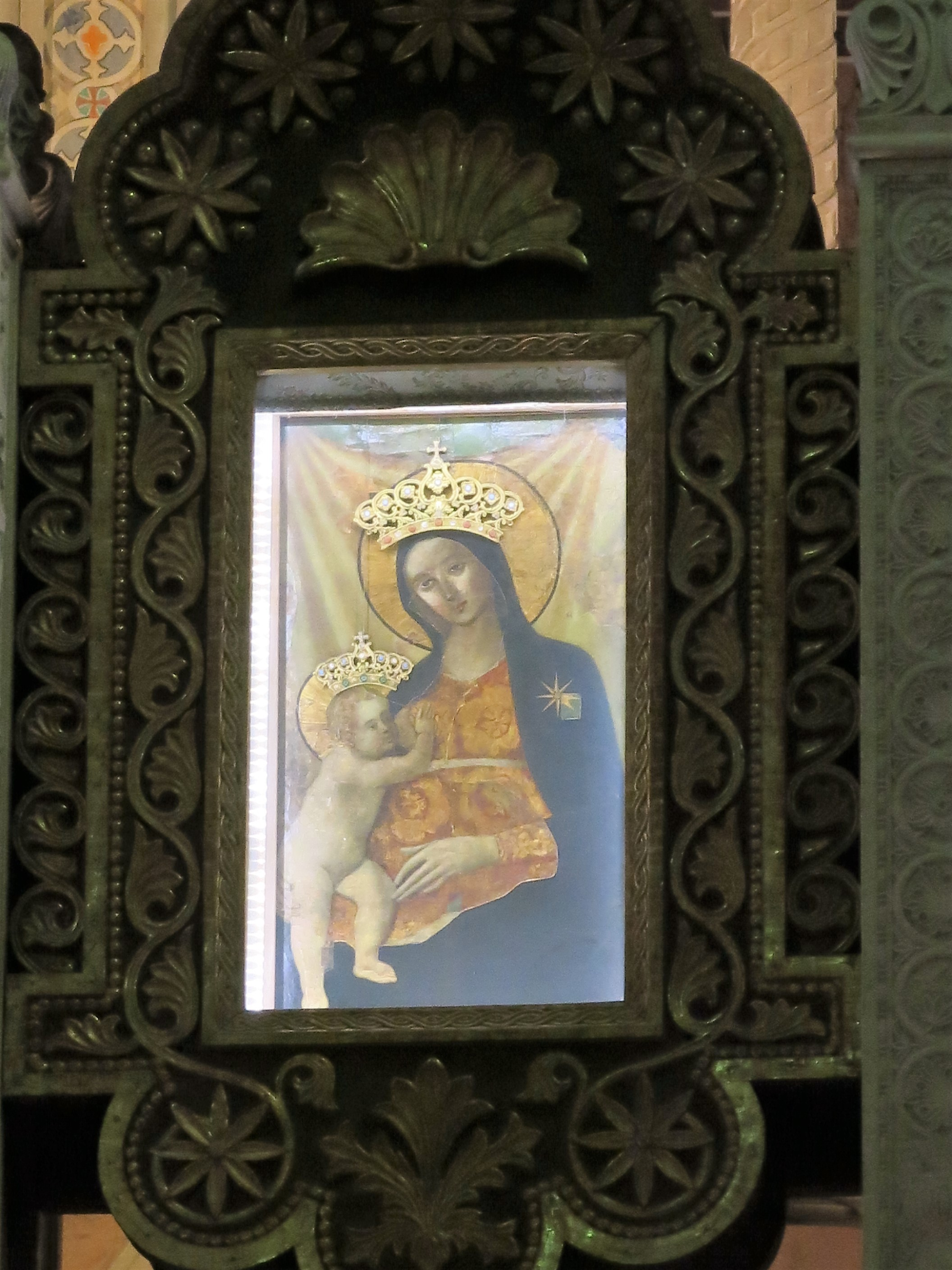
Autore ignoto
La Vergine con il Bambino (XV secolo)
Chiesa di Nostra Signora della Neve, La Spezia

Questa antica immagine, realizzata da uno sconosciuto maestro primitivo, impreziosiva l'abitazione di un contadino, situata ove oggi è l'Arsenale Militare. 
Salvatasi da un'alluvione, sul finire del XVI secolo le venne dedicata una cappelletta devozionale che più tardi fu demolita per dare spazio ai lavori di costruzione dell'Arsenale, ma che è rimasta nella memoria cittadina grazie a due dipinti del pittore spezzino Agostino Fossati.

Il dipinto fu quindi trasferito in altra chiesa per poi finalmente giungere alla sua attuale collocazione sull'Altar maggiore.
Nel 1968 si rese necessario ricorrere alla Sovrintendenza di Belle Arti di Genova per un restauro che restituì alla collettività, ma soprattutto ai devoti, la bellezza originaria dell'immagine sacra. 

In quell'occasione il restauratore prof. Martino Oberto osservò che il dipinto si presentava come una grossolana pittura di stile ottocentesco poggiante su una superficie molto irregolare e con larghe e profonde "craquelures" , e in più parti grandi scutelle di colore si sollevano, ma notò anche che il resto del dipinto rivelava un supporto ligneo in buone condizioni e di un'età di gran lunga anteriore alla superficie dipinta.
Fu allora deciso di sottoporre il dipinto ad un esame radiografico: fu così che la città scoprì di possedere un'autentica testimonianza della propria storia, che risale al Quattrocento.

## Curiosità
- Una lapide posta nell'atrio del tempio ne ricorda il legame con la romana Basilica di Santa Maria Maggiore alla quale è stata unita spiritualmente il 13 luglio 1924[3].
- Un particolare interessante riguarda la chiesa: in mezzo alla distruzione pressoché generale di Viale Garibaldi e delle vie adiacenti, avvenuta durante il bombardamento pomeridiano del 5 giugno 1943 il sacro edificio rimase indenne.
E nulla vieta di pensare che, con altre modalità, si sia ripetuto il prodigio che consentì alla sacra Immagine della Vergine di salvarsi dalle acque in piena del Lagora, nel lontano XVI secolo.

(avrebbe scritto Ungaretti)
- L'immagine della Madonna di N.S. della Neve venne incoronata solennemente per autorità e nel nome del Papa Pio XII il 9 novembre 1952.